# راندي ريتش
راندي ريتش (بالإنجليزية: Randy Rich)‏ هو لاعب كرة قدم أمريكية أمريكي، ولد في 28 ديسمبر 1953 في بيكرسفيلد في الولايات المتحدة.

## وصلات خارجية
- راندي ريتش على موقع مرجع كرة القدم المحترفة.كوم (الإنجليزية)